# Weppes
Le Weppes è una delle cinque regioni denominate quartiers che formavano l'antica castellania di Lilla, situata nel nord-est della Francia.
Essa è chiamata anche Les Weppes o La Weppe, e altrimenti Quartier des Weppes o Pays de Weppes. Si tratta di un leggero rilievo di allungamento sud-nord sviluppatosi nel substrato sabbioso (landeniano) e argilloso (ypresiano). Situata ad ovest e sud-ovest della città di Lilla, tra due affluenti alla riva sinistra della Schelda, il Lys e la Deûle (canalizzata), la regione di Weppes si trova nella Fiandra francese, o più esattamente, nella Fiandra romanza.
Il nome ha origine latina, viene infatti da ad vesperam, cioè "ai vespri", in quanto gli abitanti di questo cantone pronunciavano weppe dicendo  au weppe  per indicare la sera, la notte incombente.

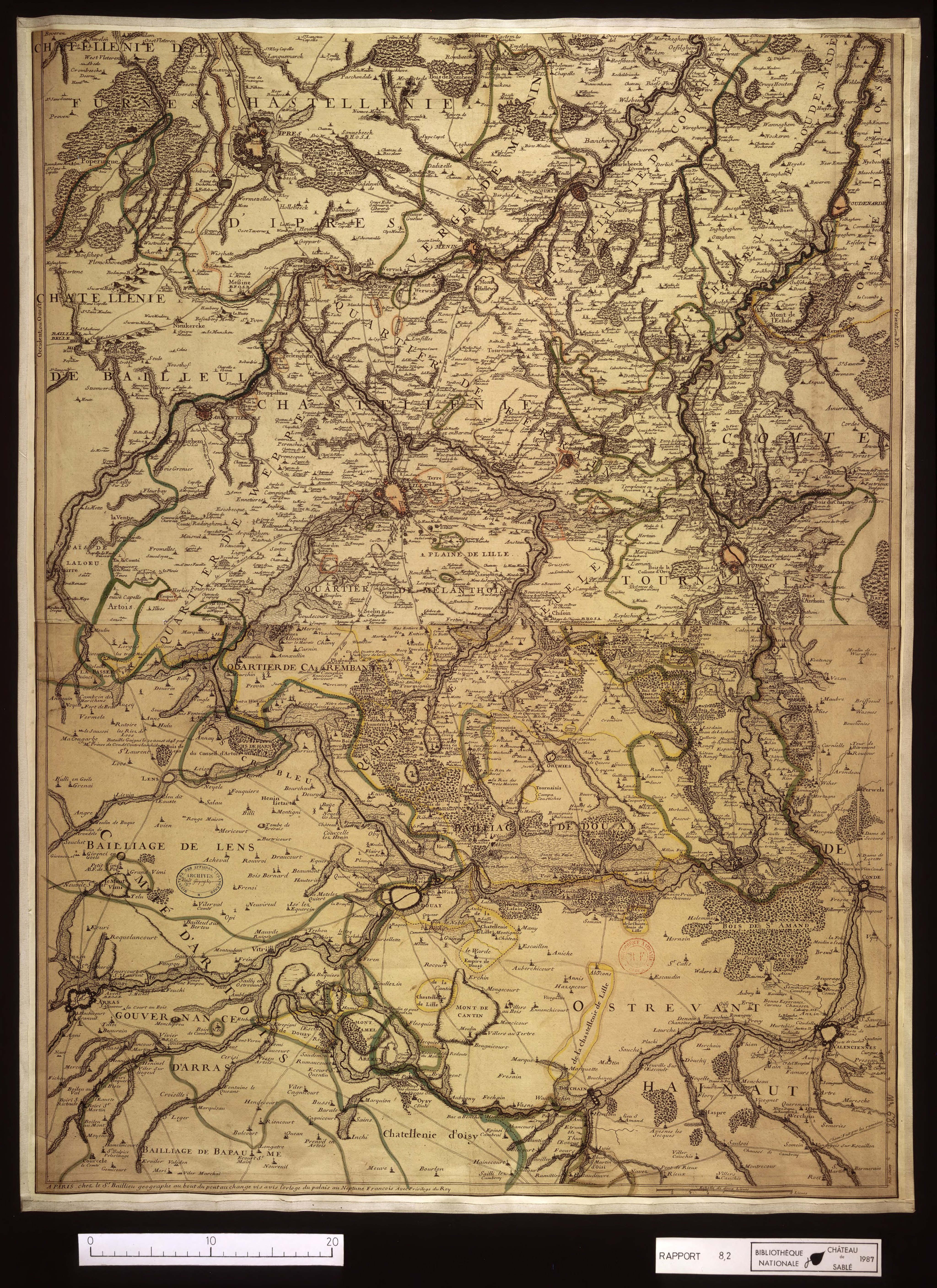
Quartiers della castellania di Lilla.

È un territorio rurale di 24 comuni ricchi di storia. Questa sotto-regione geografica presenta un versante rettilineo e segnato (sebbene con un lieve dislivello) verso l'ovest e la pianura della Lys, mentre il suo versante esposto a est e la valle della Deûle è molto dolce, con una forte ricopertura lössica, che ha favorito una coltura intensiva e precoce, a scapito della foresta. Essa è molto ben coltivata, dopo un drenaggio che ha fatto pressoché sparire le paludi, e ora nulla la distingue dal resto della Fiandra. Inoltre è fortemente urbanizzata.

## Storia
Il "paese dei Weppes" è citato a partire dall'XI secolo. Il suo territorio corrisponde a una parte del Caribant e del pagus Scarbeius, ad ovest e a sud-ovest di Lilla..

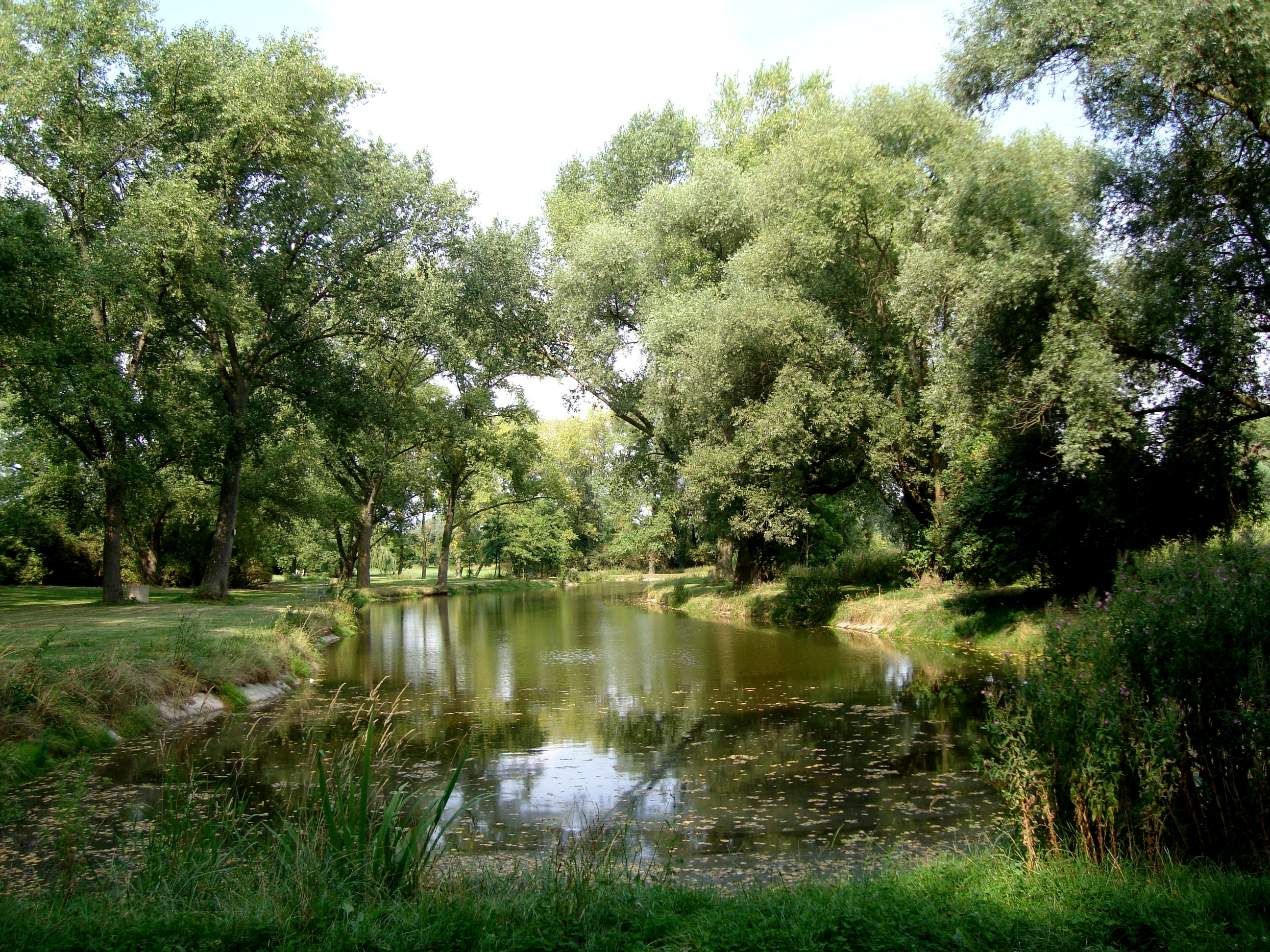
Parco della Deûle: lo stagno di Bourg a Wavrin

Oggi è compresa nell'arrondissement di Lilla, essendo la Weppe, prima della rivoluzione uno dei quartiers entro i quali si divideva la castellania di Lilla (gli altri erano Mélantois ad est, il Ferrain a nord e il Carembault a sud-est e la Pévèle, che non aveva confini con la Weppe. La contea d'Ostrevent si trovava a sud-est della castellania di Lilla. L'Artois, con il baliaggio di Lens e l'Alleu (o Lalleu) e della Fiandra marittima a ovest limitavano per altro questa regione.
Aveva per capoluogo Wavrin, che si distingue ancor oggi, con Santes e Houplin-Ancoisne in una zona più umida, classificata come Parco della Deûle, per la protezione dei campi che captano in questa zona, senza alternative, le acque che alimentano gran parte della comunità urbana di Lilla.

## Comuni
I comuni del Pays de Weppes sono: 
- Aubers,
- Beaucamps-Ligny,
- Don,
- Englos,
- Ennetières-en-Weppes,
- Erquinghem-le-Sec,

- Escobecques,
- Fournes-en-Weppes,
- Fromelles,
- Hallennes-lez-Haubourdin,
- Hantay,
- Haubourdin,

- Herlie,
- Illies,
- La Bassée,
- Le Maisnil,
- Marquillies,
- Radinghem-en-Weppes,

- Sainghin-en-Weppes,
- Salomé,
- Santes,
- Sequedin,
- Wavrin
- Wicres.